# Ведрашко, Владимир Феодосьевич
Влади́мир Феодо́сьевич Ведра́шко (род. 22 декабря 1956 г.) — советский и российский журналист, радиоведущий, редактор и издатель. Редактор отдела новостей «Радио Свобода». Живёт и работает в Праге.

## Биография
Родился в Кишинёве в журналистской семье. По окончании средней школы в Москве работал помощником режиссера на Центральном телевидении, участвовал в создании телевизионных программ для детей. Срочную воинскую службу проходил в 1975—1977 годах в 16-м гвардейском мотострелковом полку в составе Группы советских войск в Германии (г. Бад-Фрайенвальде). В 1977 году поступил на факультет международной журналистики МГИМО МИД СССР, в 1982 году окончил его и был принят на работу в международный отдел газеты «Правда».

### Журналистика
С 1988 по 1991 год работал собственным корреспондентом «Правды» в г. Бухаресте, где стал свидетелем основных событий Румынской революции; автор многочисленных репортажей и аналитических материалов о событиях в этой стране. После возвращения в Россию писал для российских и зарубежных газет и журналов. С 1994 года сотрудничает с «Радио Свобода» в качестве автора и ведущего программ и передач по правозащитной тематике. С 2007 года — редактор отдела новостей «Радио Свобода».

### Издательская работа
В 1994 году учредил в Москве ежеквартальный журнал правового просвещения «Правозащитник», а в 1995 году стал сооснователем независимого издательства «Права человека». Среди сотен отредактированных и выпущенных издательством книг — «Воспоминания» Андрея Сахарова, военные мемуары о вторжении советских войск в Чехословакию в 1968 году, учебники, справочная литература.
В 1999 году создал в Праге издательство Human Rights Publishers.
В соавторстве с Андреем Шарым опубликовал книгу «Знак D: Дракула в книгах и на экране».

### Наиболее примечательные публикации, фильмы
Автор сценария документального фильма о румынской революции 1989 года «И настанет день» (режиссёр Екатерина Вермишева, Центральная студия документальных фильмов).

## Семья
Отец — писатель Феодосий Видрашку. Владимир Ведрашко женат, имеет двух дочерей.